# Verein für Leibesübungen Bochum 1848 2007-2008
Questa voce raccoglie le informazioni riguardanti il Verein für Leibesübungen Bochum 1848 nelle competizioni ufficiali della stagione 2007-2008.

## Stagione
Nella stagione 2007-2008 il Bochum, allenato da Marcel Koller, concluse il campionato di Bundesliga al 12º posto. In Coppa di Germania il Bochum fu eliminato al secondo turno dall'Alemannia Aquisgrana.

## Rosa
| N. |                      | Ruolo | Calciatore          |
| -- | -------------------- | ----- | ------------------- |
| 1  | Germania (bandiera)  | P     | Philipp Heerwagen   |
| 27 | Rep. Ceca (bandiera) | P     | Jan Laštůvka        |
| 31 | Germania (bandiera)  | P     | Rene Renno          |
| 24 | Germania (bandiera)  | D     | Philipp Bönig       |
| 2  | Svezia (bandiera)    | D     | Matias Concha       |
| 6  | Rep. Ceca (bandiera) | D     | Pavel Drsek         |
| 30 | Germania (bandiera)  | D     | Patrick Fabian      |
| 4  | Germania (bandiera)  | D     | Marcel Maltritz     |
| 20 | Albania (bandiera)   | D     | Mërgim Mavraj       |
| 3  | Germania (bandiera)  | D     | Martin Meichelbeck  |
| 21 | Francia (bandiera)   | D     | Marc Pfertzel       |
| 25 | Algeria (bandiera)   | D     | Anthar Yahia        |
| 22 | Germania (bandiera)  | C     | Mimoun Azaouagh     |
| 5  | Germania (bandiera)  | C     | Christoph Dabrowski |
| 10 | Camerun (bandiera)   | C     | Joël Epalle         |

| N. |                       | Ruolo | Calciatore       |
| -- | --------------------- | ----- | ---------------- |
| 19 | Germania (bandiera)   | C     | Dennis Grote     |
| 15 | Canada (bandiera)     | C     | Daniel Imhof     |
| 23 | Giappone (bandiera)   | C     | Shinji Ono       |
| 26 | Kazakistan (bandiera) | C     | Genrïx Şmïdtgal' |
| 18 | Germania (bandiera)   | C     | Oliver Schröder  |
| 28 | Germania (bandiera)   | C     | David Zajas      |
| 8  | Polonia (bandiera)    | C     | Thomas Zdebel    |
| 14 | Germania (bandiera)   | A     | Benjamin Auer    |
| 7  | Danimarca (bandiera)  | A     | Tommy Bechmann   |
| 17 | Ucraina (bandiera)    | A     | Oleksij Bjelik   |
| 13 | Germania (bandiera)   | A     | Danny Fuchs      |
| 11 | Polonia (bandiera)    | A     | Marcin Mięciel   |
| 16 | Austria (bandiera)    | A     | Marc Sand        |
| 9  | Slovacchia (bandiera) | A     | Stanislav Šesták |

## Organigramma societario
Area tecnica
- Allenatore: Marcel Koller
- Allenatore in seconda: Frank Heinemann
- Preparatore dei portieri: Peter Greiber
- Preparatori atletici:

## Risultati

### Bundesliga

#### Girone di andata
| Arbitro: | Kircher |

|                         |           |                             |
| Šesták 47’ Bechmann 49’ | Marcatori | 39’ (rig.) Diego 45’ Sanogo |

| Arbitro: | Fleischer |

|           |           |                   |
| Skela 49’ | Marcatori | 14’, 42’ Bechmann |

| Arbitro: | Weiner |

|                      |           |                          |
| Šesták 45’ Imhof 83’ | Marcatori | 86’ (rig.) van der Vaart |

| Arbitro: | Kempter |

|                                       |           |                                  |
| Hanke 12’ Rosenthal 36’ Hashemian 71’ | Marcatori | 44’ Bechmann 66’ (rig.) Maltritz |

| Arbitro: | Merk |

|                          |           |  |
| Haggui 62’ Friedrich 88’ | Marcatori |  |

| Bochum 21 settembre 2007, ore 20:30 CEST 6ª giornata | Bochum | 0 – 0 referto | Eintracht Francoforte | Rewirpowerstadion (25 536 spett.)\| Arbitro: \| Drees \| |
| Arbitro:                                             | Drees  |               |                       |                                                          |

| Arbitro: | Meyer |

|             |           |  |
| Hilbert 50’ | Marcatori |  |

| Arbitro: | Fandel |

|                             |           |                              |
| Šesták 43’, 66’ Mięciel 62’ | Marcatori | 40’, 60’ Kluge 81’ Misimović |

| Arbitro: | Gräfe |

|                        |           |             |
| Tinga 17’ Federico 70’ | Marcatori | 35’ Mięciel |

| Arbitro: | Fandel |

|           |           |                               |
| Grote 11’ | Marcatori | 35’ Ribéry 78’ Schweinsteiger |

| Arbitro: | Stark |

|                                  |           |  |
| Maltritz 26’ (aut.) Pantelić 35’ | Marcatori |  |

| Arbitro: | Gagelmann |

|                                                         |           |                              |
| Šesták 4’, 44’ Maltritz 20’ (rig.) Fuchs 42’ Epalle 63’ | Marcatori | 49’ Schäfer 56’, 73’ Grafite |

| Arbitro: | Perl |

|  |           |                        |
|  | Marcatori | 29’ Imhof 84’ Bechmann |

| Arbitro: | Kempter |

|                                |           |  |
| Mięciel 12’, 15’ Dabrowski 55’ | Marcatori |  |

| Arbitro: | Meyer |

|            |           |  |
| Bordon 32’ | Marcatori |  |

| Arbitro: | Kircher |

|                 |           |                      |
| Šesták 18’, 59’ | Marcatori | 24’ Hajnal 56’ Freis |

| Arbitro: | Brych |

|                     |           |  |
| Bülow 7’ Hähnge 43’ | Marcatori |  |

#### Girone di ritorno
| Arbitro: | Weiner |

|            |           |                    |
| Jensen 44’ | Marcatori | 68’ Auer 84’ Yahia |

| Arbitro: | Rafati |

|                                    |           |                                     |
| Ipša 7’ (aut.) Šesták 42’ Auer 69’ | Marcatori | 45’ Papadopulos 70’ Skela 79’ Jelić |

| Arbitro: | Gräfe |

|                           |           |  |
| Olić 40’ Jarolím 64’, 71’ | Marcatori |  |

| Arbitro: | Gagelmann |

|                                |           |           |
| Cherundolo 30’ (aut.) Auer 53’ | Marcatori | 47’ Hanke |

| Arbitro: | Drees |

|                          |           |  |
| Zdebel 66’ Dabrowski 88’ | Marcatori |  |

| Arbitro: | Brych |

|           |           |              |
| Toski 49’ | Marcatori | 67’ Azaouagh |

| Arbitro: | Sippel |

|               |           |                  |
| Dabrowski 20’ | Marcatori | 47’ Hitzlsperger |

| Arbitro: | Rafati |

|              |           |           |
| Misimović 9’ | Marcatori | 5’ Šesták |

| Arbitro: | Fleischer |

|                           |           |                               |
| Dabrowski 3’ Auer 9’, 42’ | Marcatori | 37’ Kehl 39’ Petrić 65’ Tinga |

| Arbitro: | Weiner |

|                                      |           |             |
| Lúcio 32’ Ribéry 73’ (rig.) Lell 88’ | Marcatori | 4’ Azaouagh |

| Arbitro: | Brych |

|           |           |            |
| Yahia 42’ | Marcatori | 28’ Skácel |

| Arbitro: | Gagelmann |

|  |           |            |
|  | Marcatori | 88’ Šesták |

| Arbitro: | Merk |

|            |           |               |
| Šesták 84’ | Marcatori | 25’ Niculescu |

| Arbitro: | Rafati |

|                          |           |  |
| Mijatović 70’ Kamper 90’ | Marcatori |  |

| Arbitro: | Kircher |

|  |           |                                    |
|  | Marcatori | 34’ Asamoah 68’ Rakitić 85’ Bordon |

| Arbitro: | Gagelmann |

|              |           |                                       |
| Eggimann 88’ | Marcatori | 45’ Azaouagh 47’ Dabrowski 50’ Šesták |

| Arbitro: | Gräfe |

|            |           |                      |
| Mavraj 36’ | Marcatori | 40’ Kern 77’ Bartels |

### Coppa di Germania
| Arbitro: | Sippel |

|  |           |           |
|  | Marcatori | 55’ Grote |

| Arbitro: | Drees |

|                                    |           |                             |
| Milchraum 50’ Pecka 62’ Ebbers 81’ | Marcatori | 21’ (aut.) Ebbers 83’ Drsek |

## Statistiche

### Statistiche di squadra
| Competizione      | Punti | In casa | In casa | In casa | In casa | In casa | In casa | In trasferta | In trasferta | In trasferta | In trasferta | In trasferta | In trasferta | Totale | Totale | Totale | Totale | Totale | Totale | DR |
| Competizione      | Punti | G       | V       | N       | P       | Gf      | Gs      | G            | V            | N            | P            | Gf           | Gs           | G      | V      | N      | P      | Gf     | Gs     | DR |
| ----------------- | ----- | ------- | ------- | ------- | ------- | ------- | ------- | ------------ | ------------ | ------------ | ------------ | ------------ | ------------ | ------ | ------ | ------ | ------ | ------ | ------ | -- |
| Bundesliga        | 41    | 17      | 5       | 9       | 3       | 32      | 28      | 17           | 5            | 2            | 10           | 16           | 26           | 34     | 10     | 11     | 13     | 48     | 54     | -6 |
| Coppa di Germania | -     | 0       | 0       | 0       | 0       | 0       | 0       | 2            | 1            | 0            | 1            | 3            | 3            | 2      | 1      | 0      | 1      | 3      | 3      | 0  |
| Totale            | -     | 17      | 5       | 9       | 3       | 32      | 28      | 19           | 6            | 2            | 11           | 19           | 29           | 36     | 11     | 11     | 14     | 51     | 57     | -6 |

### Andamento in campionato
| Giornata  | 1 | 2 | 3 | 4 | 5  | 6  | 7  | 8  | 9  | 10 | 11 | 12 | 13 | 14 | 15 | 16 | 17 | 18 | 19 | 20 | 21 | 22 | 23 | 24 | 25 | 26 | 27 | 28 | 29 | 30 | 31 | 32 | 33 | 34 |
| --------- | - | - | - | - | -- | -- | -- | -- | -- | -- | -- | -- | -- | -- | -- | -- | -- | -- | -- | -- | -- | -- | -- | -- | -- | -- | -- | -- | -- | -- | -- | -- | -- | -- |
| Luogo     | C | T | C | T | T  | C  | T  | C  | T  | C  | T  | C  | T  | C  | T  | C  | T  | T  | C  | T  | C  | C  | T  | C  | T  | C  | T  | C  | T  | C  | T  | C  | T  | C  |
| Risultato | N | V | V | P | P  | N  | P  | N  | P  | P  | P  | V  | V  | V  | P  | N  | P  | V  | N  | P  | V  | V  | N  | N  | N  | N  | P  | N  | V  | N  | P  | P  | V  | P  |
| Posizione | 7 | 5 | 3 | 2 | 11 | 11 | 14 | 13 | 14 | 16 | 16 | 13 | 12 | 10 | 11 | 11 | 13 | 11 | 11 | 13 | 13 | 12 | 12 | 12 | 11 | 11 | 12 | 11 | 11 | 11 | 11 | 13 | 12 | 12 |

Legenda:

Luogo: C = Casa; T = Trasferta. Risultato: V = Vittoria; N = Pareggio; P = Sconfitta.

### Statistiche dei giocatori
| Giocatore      | Bundesliga | Bundesliga | Bundesliga  | Bundesliga | Coppa di Germania | Coppa di Germania | Coppa di Germania | Coppa di Germania | Totale   | Totale | Totale      | Totale     |
| Giocatore      | Presenze   | Reti       | Ammonizioni | Espulsioni | Presenze          | Reti              | Ammonizioni       | Espulsioni        | Presenze | Reti   | Ammonizioni | Espulsioni |
| -------------- | ---------- | ---------- | ----------- | ---------- | ----------------- | ----------------- | ----------------- | ----------------- | -------- | ------ | ----------- | ---------- |
| P. Heerwagen   | -          | -          | -           | -          | -                 | -                 | -                 | -                 | -        | -      | -           | -          |
| J. Laštůvka    | 25         | 0          | 3           | 0          | 2                 | 0                 | 0                 | 0                 | 27       | 0      | 3           | 0          |
| R. Renno       | 10         | 0          | 0           | 0          | -                 | -                 | -                 | -                 | 10       | 0      | 0           | 0          |
| P. Bönig       | 25         | 0          | 3           | 0          | -                 | -                 | -                 | -                 | 25       | 0      | 3           | 0          |
| M. Concha      | 18         | 0          | 2           | 0          | 2                 | 0                 | 0                 | 0                 | 20       | 0      | 2           | 0          |
| P. Drsek       | 12         | 0          | 0           | 0          | 1                 | 1                 | 0                 | 0                 | 13       | 1      | 0           | 0          |
| P. Fabian      | -          | -          | -           | -          | -                 | -                 | -                 | -                 | -        | -      | -           | -          |
| M. Maltritz    | 31         | 2          | 4           | 0          | 2                 | 0                 | 0                 | 0                 | 33       | 2      | 4           | 0          |
| M. Mavraj      | 2          | 1          | 0           | 0          | -                 | -                 | -                 | -                 | 2        | 1      | 0           | 0          |
| M. Meichelbeck | 5          | 0          | 0           | 0          | 1                 | 0                 | 1                 | 0                 | 6        | 0      | 1           | 0          |
| M. Pfertzel    | 28         | 0          | 4           | 1          | 1                 | 0                 | 0                 | 0                 | 29       | 0      | 4           | 1          |
| A. Yahia       | 33         | 2          | 4           | 0          | 2                 | 0                 | 1                 | 0                 | 35       | 2      | 5           | 0          |
| M. Azaouagh    | 14         | 3          | 0           | 0          | -                 | -                 | -                 | -                 | 14       | 3      | 0           | 0          |
| C. Dabrowski   | 28         | 5          | 8           | 0          | 2                 | 0                 | 0                 | 1                 | 30       | 5      | 8           | 1          |
| J. Epalle      | 26         | 1          | 2           | 0          | 2                 | 0                 | 0                 | 1                 | 28       | 1      | 2           | 1          |
| D. Grote       | 18         | 1          | 3           | 0          | 2                 | 1                 | 1                 | 0                 | 20       | 2      | 4           | 0          |
| D. Imhof       | 24         | 2          | 2           | 0          | -                 | -                 | -                 | -                 | 24       | 2      | 2           | 0          |
| S. Ono         | 12         | 0          | 0           | 0          | -                 | -                 | -                 | -                 | 12       | 0      | 0           | 0          |
| H. Şmïdtgal'   | -          | -          | -           | -          | -                 | -                 | -                 | -                 | -        | -      | -           | -          |
| O. Schröder    | 15         | 0          | 0           | 0          | 1                 | 0                 | 0                 | 0                 | 16       | 0      | 0           | 0          |
| D. Zajas       | -          | -          | -           | -          | -                 | -                 | -                 | -                 | -        | -      | -           | -          |
| T. Zdebel      | 26         | 1          | 11          | 0          | 1                 | 0                 | 0                 | 0                 | 27       | 1      | 11          | 0          |
| B. Auer        | 17         | 5          | 3           | 0          | 1                 | 0                 | 0                 | 0                 | 18       | 5      | 3           | 0          |
| T. Bechmann    | 20         | 5          | 1           | 0          | 2                 | 0                 | 0                 | 0                 | 22       | 5      | 1           | 0          |
| O. Bjelik      | 4          | 0          | 1           | 0          | -                 | -                 | -                 | -                 | 4        | 0      | 1           | 0          |
| D. Fuchs       | 17         | 1          | 4           | 0          | 1                 | 0                 | 0                 | 0                 | 18       | 1      | 4           | 0          |
| M. Mięciel     | 25         | 4          | 2           | 0          | 2                 | 0                 | 0                 | 0                 | 27       | 4      | 2           | 0          |
| M. Sand        | -          | -          | -           | -          | -                 | -                 | -                 | -                 | -        | -      | -           | -          |
| S. Šesták      | 33         | 13         | 6           | 0          | 2                 | 0                 | 2                 | 0                 | 35       | 13     | 8           | 0          |
| I. Iličević    | 6          | 0          | 1           | 0          | 1                 | 0                 | 1                 | 0                 | 7        | 0      | 2           | 0          |